# ویژگی‌های فلزات، شبه‌فلزات و نافلزات
عنصرهای شیمیایی را می‌توان بر پایۀ ویژگی‌های فیزیکی و شیمیایی مشترکشان به طور گسترده به ۳ دستۀ فلزها، شبه‌فلزها و نافلزها تقسیم کرد. همۀ فلزها ظاهر درخشان دارند (حداقل زمانی که تازه جلا خورده باشند). رساناهای خوبی برای گرما و برق هستند. با سایر فلزها آلیاژ تشکیل می‌دهند و حداقل یک اکسید بازی دارند. شبه‌فلزها موادی جامد و شکننده با ظاهری فلزی هستند که یا نیمه‌رسانا هستند یا به صورت نیمه‌رسانا وجود دارند و دارای اکسیدهای آمفوتریک ضعیف هستند. نافلزها معمولاً ظاهری کدر، رنگی یا بی‌رنگ دارند. در حالت جامد شکننده هستند. رساناهای ضعیفی برای گرما و برق هستند و دارای اکسیدهای اسیدی هستند. بیشتر یا برخی از عنصرهای هر گروه دارای طیف وسیعی از ویژگی‌های دیگر هستند. تعداد کمی از عنصرها دارای ویژگی‌هایی هستند که با توجه به دسته‌بندی آن‌ها ناهنجار یا غیرعادی هستند.

## ویژگی‌ها

### فلزها

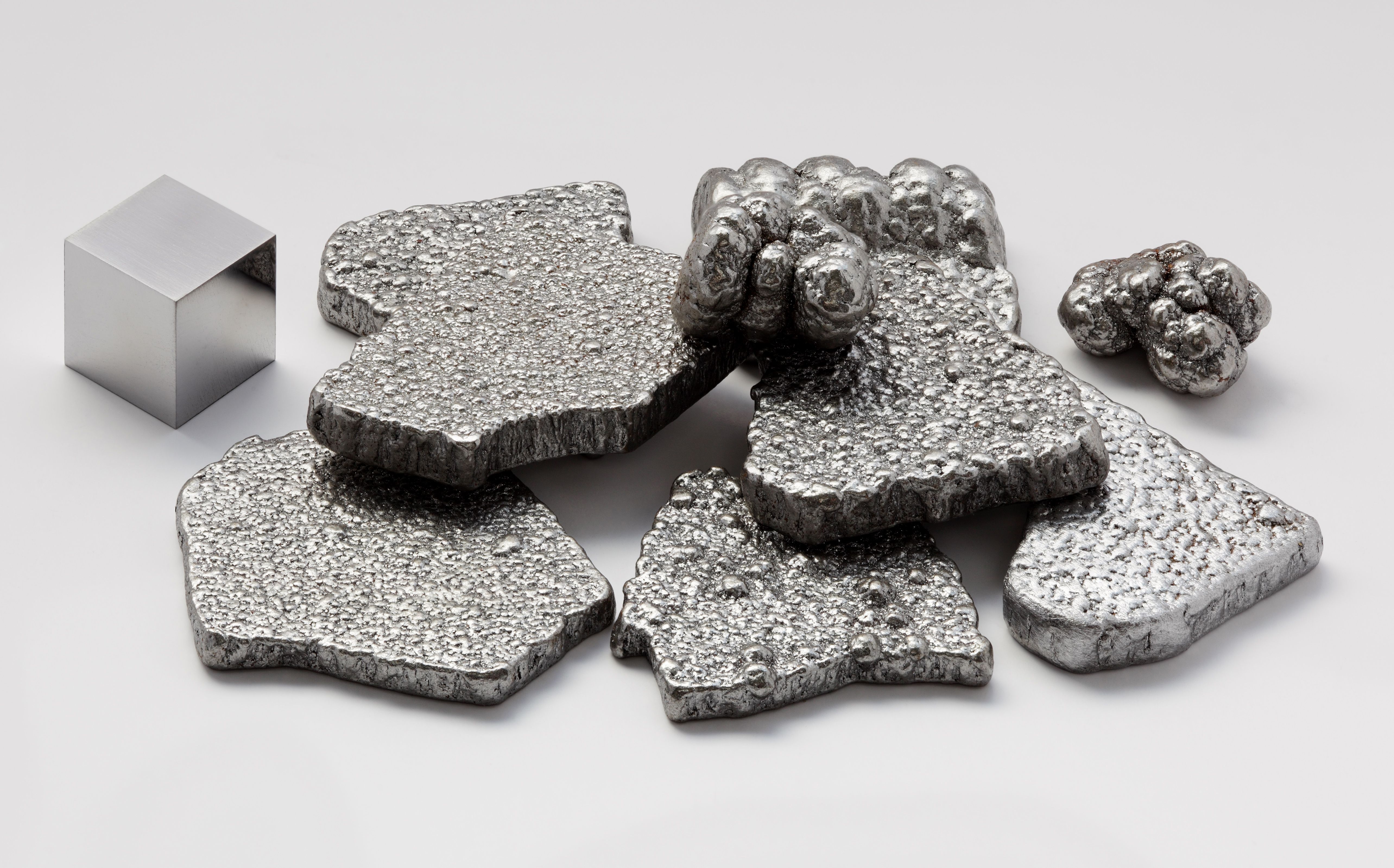
تراشه‌های خالص آهن (۹۹٫۹۷٪ +)، تصفیه شده برقکافتی با خلوص بالا (۹۹٫۹۹۹۹٪ = ۶N) ۱ سانتی‌متر مکعب

فلزها درخشان به نظر می‌رسند (ممکن است زنگار بسته باشند که در این صورت پس از جلا دوباره درخشان به نظر می‌رسند). هنگامی که با دیگر فلزها ترکیب می‌شوند، مخلوطی همگن (محلول) به نام آلیاژ تشکیل می‌دهند. فلزها در هنگام واکنش با دیگر مواد تمایل به از دست دادن یا به اشتراک‌گذاری الکترون‌های خود دارند. هر یک از فلزها حداقل یک اکسید بازی دارند.
بیشتر فلزها نقره‌ای‌رنگ، دارای چگالی بالا و جامدهای نسبتاً نرمی هستند که به‌آسانی تغییر شکل می‌یابند. آن‌ها رسانایی الکتریکی و گرمایی خوب، دارای ساختارهای کاملاً بسته‌بندی شده و انرژی یونش کم و الکترونگاتیوی پایین هستند. این عنصرها در طبیعت به صورت ترکیب یافت می‌شوند.
بعضی از فلزها رنگی به نظر می‌رسند (مس، سزیم، طلا)، دارای چگالی کم هستند (برای نمونه بریلیم و آلومینیوم) و نقاط ذوب بسیار بالایی دارند (برای نمونه تنگستن و نیوبیوم)، در دمای اتاق یا نزدیک آن مایع هستند (برای نمونه جیوه، گالیم)، شکننده هستند (برای نمونه بیسموت و اسمیم)، به راحتی ماشین‌کاری نمی‌شوند (برای نمونه تیتانیم و رنیم)، نجیب هستند (سخت اکسید می‌شوند، برای نمونه طلا و پلاتین) یا ساختارهای  نافلزی دارند (منگنز و گالیم از نظر ساختاری به ترتیب مشابه فسفر سفید و ید هستند).
فلزها بیشتر عنصرها را تشکیل می‌دهند و می‌توانند به چند دستۀ مختلف تقسیم شوند. از چپ به راست در جدول تناوبی، این عنصرها شامل فلزهای قلیایی با واکنش‌پذیری بسیار بالا، فلزهای قلیایی خاکی با واکنش‌پذیری کمتر و سپس لانتانیدها و اکتینیدهای رادیواکتیو هستند. فلزهای گذار (واسطه) کهن و فلزهای پس‌گذار (پس‌واسطه) از نظر فیزیکی و شیمیایی ضعیف هستند. زیرشاخه‌های تخصصی مانند فلزهای دیرگداز و فلزهای نجیب نیز وجود دارند.

### شبه‌فلزها

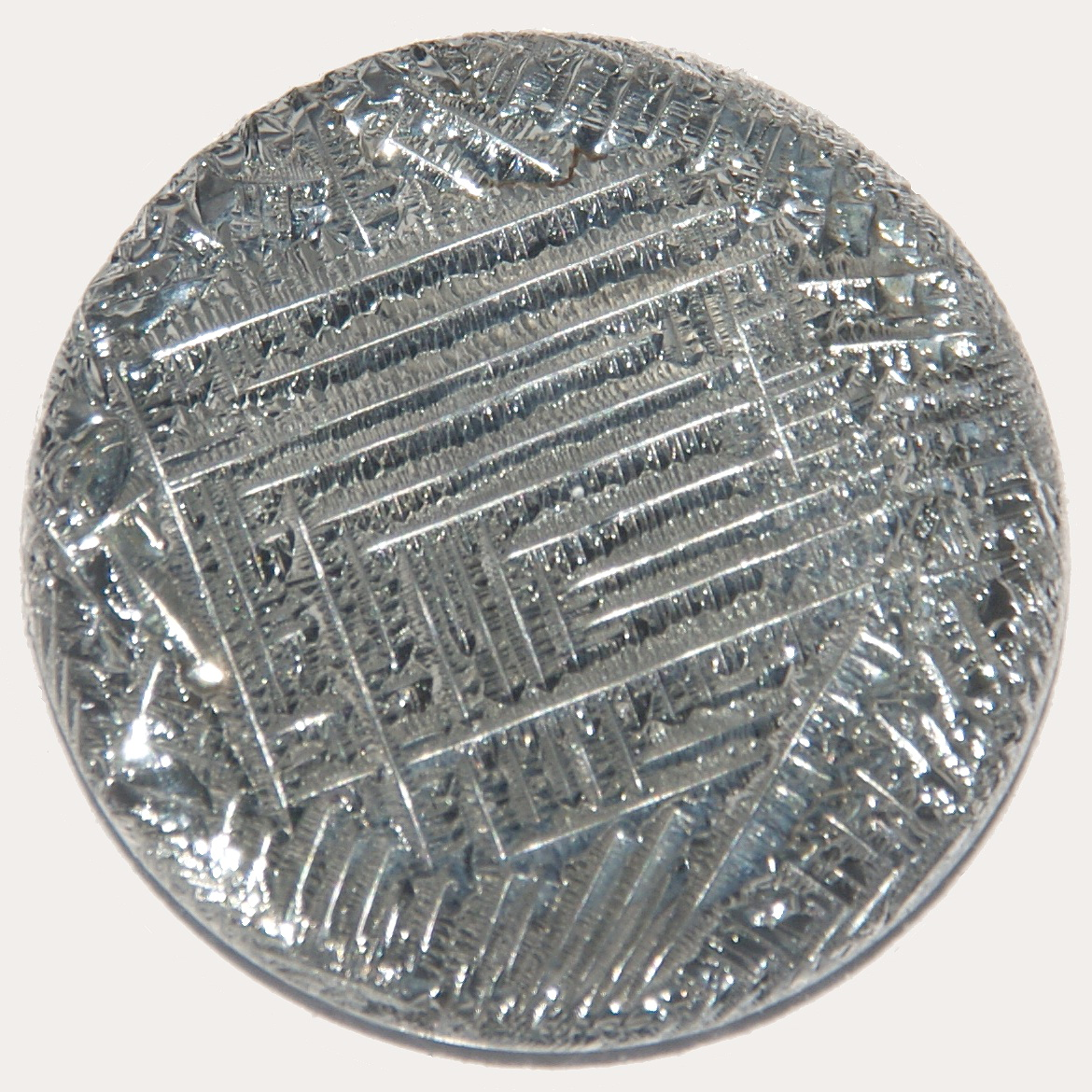
تلوریم، توسط دیمیتری مندلیف به عنوان واسطه‌ای بین فلزها و نافلزها توصیف شده‌است

شبه‌فلزها جامدهایی شکننده با ظاهری فلزی هستند که در هنگام واکنش با سایر مواد تمایل دارند الکترون‌های خود را به اشتراک بگذارند. دارای اکسیدهای آمفوتریک یا اسیدی ضعیف هستند. معمولاً به صورت ترکیب یافت می‌شوند.
بیشتر آن‌ها نیمه‌رسانا هستند و رسانایی گرمایی متوسطی دارند و ساختارهایی دارندکه از بسیاری از فلزها بازتر هستند. برخی از شبه‌فلزها (آرسنیک و آنتیموان) الکتریسیته را مانند فلزها هدایت می‌کنند. شبه‌فلزها کوچک‌ترین رده اصلی عنصرها است.

### نافلزها

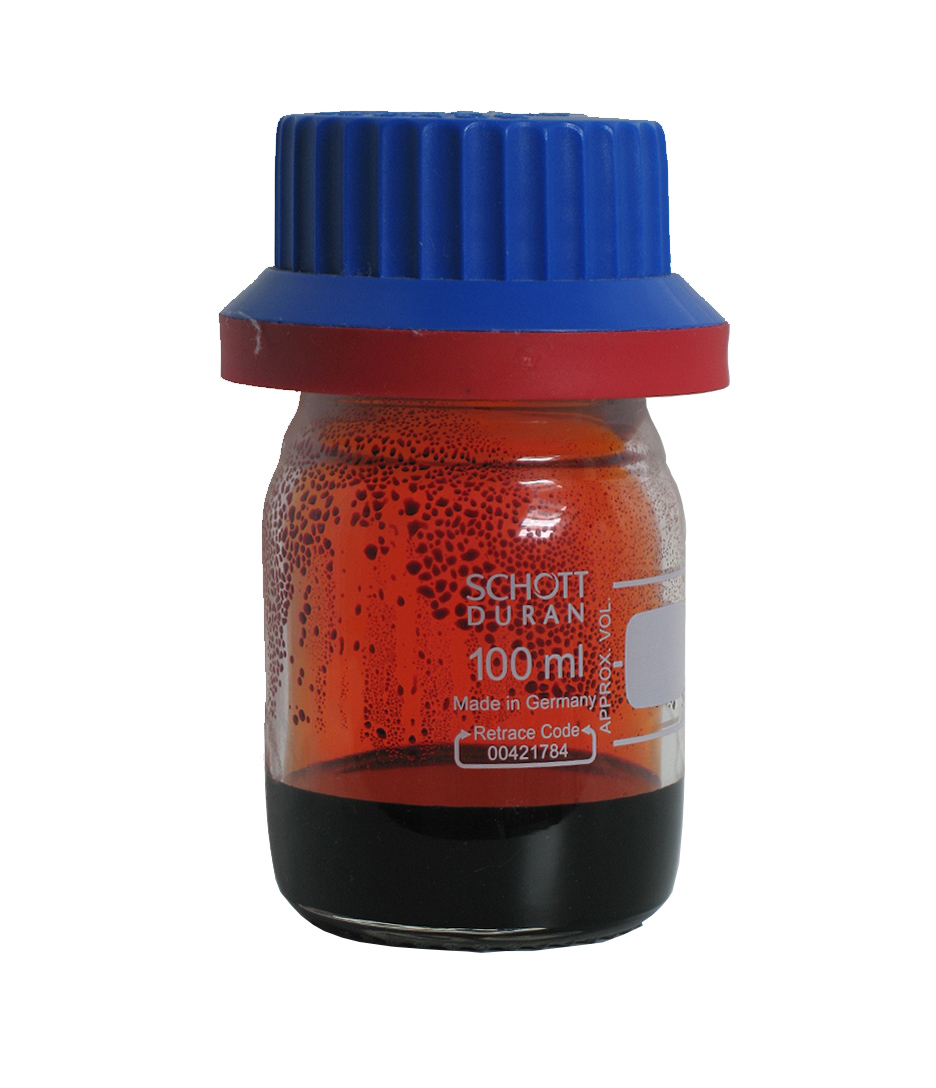
۲۵ میلی لیتر برم، مایع قرمز قهوه‌ای تیره در دمای اتاق

نافلزها ساختار باز دارند (مگر اینکه از حالت گازی یا مایع به جامد تبدیل شوند). هنگامی که با سایر مواد واکنش می‌دهند تمایل به اشتراک‌گذاری و به‌دست آوردن الکترون دارند و به طور مشخص اکسید بازی نمی‌سازند بلکه اکسید اسیدی می‌سازند.
بیشتر آن‌ها در دمای اتاق گازی‌شکل هستند، چگالی نسبتاً کمی دارند، رساناهای الکتریکی و گرمایی ضعیفی هستند، انرژی یونش و الکترونگاتیوی نسبتاً بالایی دارند و در طبیعت به‌شکل آزاد (ناترکیب) به‌مقدار زیاد یافت می‌شوند.
بعضی از نافلزها (کربن، فسفر سیاه، گوگرد و سلنیم) در دمای اتاق جامدهایی شکننده هستند (اگرچه هر یک از این‌ها دگرشکل‌های شکل‌پذیر و انعطاف‌پذیری نیز دارند).
از چپ به راست در جدول تناوبی، نافلزها را می‌توان به نافلزهای واکنشی و گازهای نجیب تقسیم کرد. نافلزهای واکنشی در نزدیکی فلزها، برخی از ویژگی‌های ابتدایی فلزی مانند ظاهر فلزی را نشان می‌دهند (گرافیت (کربن)، فسفر سیاه، سلنیم و ید). گازهای نجیب تقریباً کاملاً بی‌اثر هستند.

## مقایسه ویژگی‌ها

### بررسی اجمالی
همان‌گونه که در جدول زیر نشان‌داده شده‌است ویژگی‌های فلزها و نافلزها کاملاً متمایز هستند. شبه‌فلزها که در مرز بین فلز و نافلز قرار دارند، اغلب از هر دو متمایز هستند، اما در چند ویژگی به یکی از آن‌ها شبیه هستند. همان‌گونه که در ستون شبه‌فلزهای جدول زیر نشان داده شده‌اند، در جدول کوچک بالای این بخش نیز خلاصه شده‌اند.
در مورد «مرز بین فلزها و نافلزها» و اینکه «آیا شبه‌فلزها یک ردۀ میانی هستند یا خیر؟» دیدگاه همه‌پسندی وجود ندارد. برخی شبه‌فلزها را نافلزهایی با ویژگی‌های ضعیف‌تر در نظر می‌گیرند. برخی دیگر برخی از شبه‌فلزها را به عنوان فلزهای پس‌گذار به حساب می‌آورند.

### جزئیات
| ویژگی‌های فیزیکی و شیمیایی                    | ویژگی‌های فیزیکی و شیمیایی | ویژگی‌های فیزیکی و شیمیایی | ویژگی‌های فیزیکی و شیمیایی |
|                                              | فلزها | شبه‌فلزها | نافلزها |
| -------------------------------------------- | --- | --- | --- |
| شکل و ساختار                                 | | | |
| رنگ                                          | - تقریباً همه براق و سفید-خاکستری هستند. - مس، سزیم و طلا: براق و طلایی | - براق و سفید-خاکستری | - بیشتر آن‌ها بی‌رنگ، قرمز مات، زرد، سبز هستند یا تیرگی متوسط دارند. - کربن، فسفر، سلنیم، ید: براق و سفید-خاکستری |
| بازتاب‌دهندگی                                 | - متوسط تا معمولاً زیاد | - متوسط | - از صفر یا کم (اغلب)تا زیاد |
| شکل                                          | - تقریباً همه جامد - روبیدیم، سزیم، فرانسیم، گالیم، جیوه: مایع در/ نزدیک STP | - همه جامد | - بیشتر آن‌ها گاز - کربن، فسفر، گوگرد، سلنیم، ید: جامد - برم: مایع |
| چگالی                                        | style="border-bottom:1px dotted gray; background-color:#eee8aa; padding-lefقلیایی | - کمتر از فلزهای نزدیک اما بالاتر از نافلزهای نزدیک | - اغلب کم |
| تغییر شکل پذیری (حالت جامد)                  | - بیشتر شکل پذیر و قابل انعطاف هستند. - کروم، منگنز، گالیم، روتنیم، تنگستن، اسمیم، بیسموت: شکننده | - شکننده | - هنگامی که جامد هستند: شکننده - کربن، فسفر، گوگرد، سلنیم: دارای اشکال غیرشکننده |
| نسبت پواسون                                  | - کم تا زیاد | - کم تا متوسط | - کم تا متوسط |
| ساختار بلوری در نقطه انجماد                  | - بیشتر آن‌ها شش ضلعی یا مکعبی هستند. - گالیم، اورانیوم، نپتونیوم: راست‌لوزی* ایندیوم، قلع، پروتاکتینیم: چهار ضلعی* ساماریوم، جیوه، بیسموت: لوزی‌پهلو* پلوتونیوم: تک‌شیب                                                                     | - بور، آرسنیک، آنتیموان: لوزی‌پهلو - سیلیسیم، ژرمانیم: مکعبی - تلوریوم: شش ضلعی                                                                                 | - هیدروژن، هلیم، کربن، نیتروژن، سلنیم: شش ضلعی - اکسیژن، فلوئور، نئون، فسفر، آرگون، کریپتون، زنون، رادون: مکعبی - گوگرد، کلر، برم، ید: راست‌لوزی                                                                                           |
| ضریب تراکم اتم‌ها و عدد هم‌آرایی}}             | - ساختارهای کریستالی بسته‌بندی شده - عدد هم‌آرایی بالا | - ساختارهای کریستالی نسبتاً باز - عدد هم‌آرایی متوسط | - ساختارهای باز - عدد هم‌آرایی کم |
| شعاع اتمی (محاسبه شده)                       | - متوسط تا خیلی بزرگ - ۱۱۲ تا ۲۹۸ پیکومتر، میانگین ۱۸۷ پیکومتر | - کوچک تا متوسط: بور، سیلیسیم، ژرمانیم، آرسنیک، آنتیموان، تلوریوم - تا ۱۲۳ پیکومتر، میانگین ۱۱۵٫۵ پیکومتر                                                      | - بسیار کوچک تا متوسط - ۳۱ تا ۱۲۰ پیکومتر، میانگین ۷۶٫۴ پیکومتر |
| دگرشکل‌ها                                     | - تقریباً نیمی از آن‌ها دگرشکل دارند. - یکی از دگرشکل‌های قلع (قلع خاکستری، که در زیر ۱۳٫۲ درجه سانتیگراد تشکیل می‌شود) مانند شبه‌فلزها است.)                                                                                                 | - همه یا تقریباً همۀ آن‌ها دگرشکل دارند. - برخی از آن‌ها (برای نمونه بور قرمز، آرسنیک زرد) ماهیت نافلزی دارند.                                                    | - برخی از آن‌ها دگرشکل دارند. - برخی از آنها (برای نمونه گرافیت (کربن)، فسفر سیاه، سلنیم خاکستری) ماهیت فلزی یا شبه‌فلزی دارند. |
| وابسته به الکترون                            | | | |
| بلوک جدول تناوبی                             | - s و p و d و f | - p | - s و p |
| الکترون‌های s و p خارجی (لایۀ ظرفیت)          | - تعداد کم (۱ تا ۳) - استثنا: پالادیوم (۰)؛ سلنیم، سرب، فلروویم (۴)؛ بیسموت (۵)؛ پلونیوم (۶) | - عدد متوسط (۳ تا ۷) | - تعداد بالا (۴ تا ۸) - استثنا: هیدروژن (۱)؛ هلیم (۲) |
| نوارهای الکترونی (نوار ظرفیت و نوار رسانایی) | - تقریباً همۀ آن‌ها هم‌پوشانی نواری زیادی دارند. - بیسموت: دارای هم‌پوشانی نواری جزئی (نیمه فلزی) | - بیشتر آن‌ها دارای شکاف نواری باریک (نیمه‌رساناها) هستند. - آرسنیک و قلع نیمه‌فلزی هستند.                                                                        | - بیشتر آن‌ها دارای شکاف نواری گسترده (مقره‌ها) هستند. - گرافیت (کربن): نیمه‌فلزی - فسفر سیاه، سلنیم، ید: نیمه‌رسانا |
| رفتار الکترونی                               | - «الکترون‌های آزاد» رسانایی الکتریکی و گرمایی را آسان می‌کنند. | - «الکترون‌های ظرفیت» حرکت آزادانۀ کمتری دارند زیرا پیوند کووالانسی قابل توجهی وجود دارد. - به‌گونه‌ای گسترده دارای نسبت‌های یکسانی از معیار گلدهمر-هرتسفلد هستند. | - الکترون‌های آزاد کم یا محدود به جهت خاص (به‌طور کلی مانع رسانایی الکتریکی و گرمایی) |
| رسانایی الکتریکی                             | - از خوب تا عالی | - از متوسط تا خوب | - از ضعیف تا خوب |
| رسانایی الکتریکی (مایع)                      | - با افزایش دما به‌تدریج کاهش می‌یابند. | - بیشتر مانند فلزها رفتار می‌کنند. | - با افزایش دما افزایش می‌یابند. |
| ترمودینامیک                                  | | | |
| رسانایی گرمایی                               | - از متوسط تا زیاد | - بیشتر متوسط; (سیلیسیم زیاد) | - تقریباً ناچیز to very high |
| ضریب مقاومت گرمایی                           | - تقریباً همه مثبت (Pu منفی) | - منفی (بور، سیلیسیم، ژرمانیم، تلوریوم) یا مثبت (آرسنیک، آنتیموان)                                                                                             | - تقریباً همه منفی (گرافیت (کربن) در جهت صفحه‌های خود مثبت است) |
| نقطه ذوب                                     | - اغلب زیاد | - اغلب زیاد | - اغلب کم |
| رفتار ذوب                                    | - حجم آن‌ها به طور کلی افزایش می‌یابد. | - حجم برخی از آن‌ها برخلاف بیشتر فلزها کاهش می‌یابد. | - حجم آن‌ها به طور کلی افزایش می‌یابد. |
| آنتالپی هم‌جوشی                               | - از کم تا زیاد | - از متوسط تا خیلی زیاد | - از خیلی کم تا کم (جز کربن: خیلی زیاد) |
| شیمی عنصر                                    | | | |
| رفتار کلی                                    | - فلزی | - نافلزی | - نافلزی |
| تشکیل یون                                    | - تمایل به ایجاد کاتیون دارند. | - برخی در آب به تشکیل آنیون تمایل دارند. - شیمی محلول تحت سلطه تشکیل و واکنش‌های اکسی‌آنیون‌ها است.                                                               | - تمایل به تشکیل آنیون دارند. |
| پیوند شیمیایی                                | - به‌ندرت ترکیب کووالانسی ایجاد می‌کنند. | - نمک و ترکیبات کووالانسی تشکیل می‌دهند. | - بسیاری از ترکیبات کووالانسی را تشکیل می‌دهند. |
| عدد اکسایش                                   | - تقریباً همیشه مثبت | - مثبت یا منفی | - مثبت یا منفی |
| انرژی یونش                                   | - نسبتا کم | - متوسط | - زیاد |
| الکترونگاتیوی                                | - معمولاً پایین | - نزدیک به ۲، برای نمونه ۱٫۹ تا ۲٫۲ | - بالا |
| ترکیب‌های شیمیایی                             | | | |
| با فلزها                                     | - آلیاژ تشکیل می‌دهند. | - می‌توانند آلیاژ تشکیل دهند. | - ترکیبات یونی یا بینابینی تشکیل می‌دهند. |
| با کربن                                      | - کاربیدها و ترکیب‌های آلی-فلزی را تشکیل می‌دهند. | - مانند فلزها | - ترکیب‌های کربن-نافلز (برای نمونه CO2 ،CS2) یا ترکیب‌های آلی (مانند CH4 ،C6H12O6) تشکیل می‌دهند. |
| با هیدروژن (هیدرید)                          | - یونی، با فلزهای قلیایی و قلیایی خاکی - فلزی، با فلزهای گذار (واسطه) - کوالانسی، با فلزهای پس‌گذار (پس‌واسطه) | - هیدریدهای کوالانسی و فرّار | • هیدریدهای کووالانسی، گازی یا مایع |
| با اکسیژن (اکسید)                            | - تقریباً همه جامد هستند (Mn2O7 مایع است). - very few glass formers - lower oxides: ionic and basic - higher oxides: more covalent, acidic                                                                                                | - جامد - glass formers (بور، سیلیسیم، ژرمانیم، آرسنیک، آنتیموان، تلوریوم) - polymeric in structure; tend to be amphoteric or weakly acidic                     | - جامد، مایع و گاز - few glass formers (فسفر، گوگرد، سلنیم) - کوالانسی و اسیدی |
| با گوگرد (سولفات)                            | - do form | - most form | - some form |
| با هالوژن‌ها (هالید، esp. chlorides)          | - معمولاً یونی و غیر فرّار هستند. - معمولاً در حلال‌های آلی نامحلول هستند. - بیشتر محلول در آب هستند. (آبکافت نمی‌شوند). - more covalent, volatile, and susceptible to hydrolysis and organic solvents with higher halogens and weaker metals | - کوالانسی و فرّار هستند. - معمولاً در حلال‌های آلی حل می‌شوند. - ناقص یا کامل آبکافت می‌شوند. - برخی به‌صورت برگشت‌پذیر آبکافت می‌شوند.                               | - کوالانسی و فرّار هستند. - معمولاً در حلال‌های آلی حل می‌شوند. - generally completely or extensively hydrolyzed - not always susceptible to hydrolysis if parent nonmetal at maximum covalency for period e.g. CF4, SF6 (then nil reaction)  |
| شیمی محیط                                    | | | |
| ترکیب مولی زیست‌کره                           | - نزدیک ۱۴٪ بیشتر آلومینیوم، سدیم، منیزیم، کلسیم، آهن، پتاسیم | - نزدیک ۱۷٪ بیشتر سیلیسیم | - نزدیک ۶۹٪ بیشتر اکسیژن و هیدروژن |
| شکل فراوان روی زمین                          | - بیشتر به صورت ترکیب‌هایی مانند کربنات‌ها، سیلیکات‌ها، فسفات‌ها، اکسیدها، سولفیدها و هالیدها یافت می‌شوند. - برخی (برای نمونه طلا، مس، نقره، پلاتین) در حالت آزاد یا غیرترکیبی یافت می‌شوند.                                                  | - همۀ آن‌ها به صورت ترکیب‌هایی مانند بورات، سیلیکات، سولفید و تلورید یافت می‌شوند.                                                                                | - کربن، نیتروژن، اکسیژن، گوگرد و گازهای نجیب در شکل عنصری فراوان هستند. - هیدروژن، فلوئور و سلنیم در درجۀ نخست در ترکیبات یافت می‌شوند. - فسفر، کلر، برم و ید فقط به صورت ترکیب‌هایی مانند فسفات‌ها، اکسیدها، سلنیدها و هالیدها یافت می‌شوند. |
| مورد نیاز پستانداران                         | - مقدار زیاد: سدیم، منیزیم، پتاسیم، کلسیم - مقادیر اندکی از برخی فلزهای دیگر | - مقدار اندک: بور، سیلیسیم، آرسنیک | - مقدار زیاد: هیدروژن، کربن، نیتروژن، اکسیژن، فسفر، گوگرد، کلر - مقدار اندک: سلنیم، برم، ید و احتمالاً فلوئور - گازهای نجیب نیاز نیستند.                                                                                                   |
| ترکیب بدن انسان (وزن)                        | - نزدیک ۱٫۵٪ کلسیم - traces of most others through 92U | - مقادیر اندکی از بور، سیلیسیم، ژرمانیوم، آرسنیک، آنتیموان، تلوریوم                                                                                            | - نزدیک ۹۷٪ اکسیژن، کربن، هیدروژن، نیتروژن، فسفر - همه به‌جز گازهای نجیب قابل تشخیص هستند. |

## ویژگی‌های غیرعادی
در جدول تناوبی استثناهایی وجود دارند - ناهنجاری‌هایی نیز وجود دارند - که برخی از آنها عمیق هستند. برای نمونه، چرا منگنز رسانای برق بدی بود، درحالی که عنصرهای موجود در هر دو طرف آن به‌طور منطقی رسانای خوبی بودند؟ چرا مغناطیس قوی به فلزات آهنی محدود شد؟ و با این حال من متقاعد شدم که این استثناها سازوکارهای اضافی خاصی را در کار منعکس می‌کنند ...

الیور ساکس
عمو تنگستن (۲۰۰۱، ص ۲۰۴)
در هر دسته، عنصرهایی را می‌توان یافت که یک یا دو ویژگی بسیار متفاوت از هنجار مورد انتظار دارند، یا که در غیر این صورت قابل توجه باشند.

### فلزها
سدیم، پتاسیم، روبیدیم، سزیم، باریم، پلاتین، طلا
- این دیدگاه‌های رایج که «یون‌های فلزهای قلیایی (گروه ۱) همیشه دارای بار +۱ هستند» و «عنصرهای گذار آنیون تشکیل نمی دهند» از خطاهای کتاب‌های درسی هستند. سنتز نمک بلوری آنیون سدیم (−Na) در سال ۱۹۷۴ گزارش شد. از آن زمان ترکیب‌های دیگری (آلکالیدها) حاوی آنیون‌های دیگر فلزهای قلیایی به جز لیتیم، فرانسیم و باریم، آماده شده‌اند. در سال ۱۹۴۳، سامر از تهیۀ ترکیبی شفاف و زرد به نام سزیم آئورید (CsAu) خبر داد. بعداً نشان داده‌شد كه این ترکیب شامل كاتیون سزیم (+Cs) و آنیون آئورید (−Au) است اگرچه چند سال پیش از پذیرش این نتیجه‌گیری، تشکیل شد. از آن زمان چندین آئورید دیگر (KAu و RbAu) و همچنین ترکیب شفاف و قرمز Cs2Pt که مشخص شد از یون‌های +Cs و +Pt۲ تشکیل شده‌است، ساخته شده‌اند.

منگنز
- فلزهای خوش‌رفتار دارای ساختارهای بلوری هستند که سلول‌های واحدی با چهار اتم تشکیل می‌دهند. منگنز یک ساختار بلوری پیچیده‌ با سلول‌های واحد ۵۸ اتمی و چهار شعاع اتمی و چهار عدد هماهنگی متفاوت (۱۰، ۱۱، ۱۲ و ۱۶) دارد. توضیح داده شده‌است که شبیه یک ترکیب بین‌فلزی کواترنر با چهار نوع پیوند اتم منگنز است که گویی عنصرهای متفاوتی هستند. به نظر می‌رسد علت پیچیدگی، پوسته سه‌بعدی نیمه‌پر منگنز است. این به هر اتم یک لحظه مغناطیسی بزرگ می‌دهد. در دمای کمتر از ۷۲۷ درجه سانتی‌گراد، یک سلول واحد از ۵۸ اتم گوناگون فضایی کم انرژی‌ترین راه دستیابی به یک لحظه مغناطیسی خالص صفر را نشان می‌دهد. ساختار بلوری منگنز آن را به یک فلز سخت و شکننده با رسانایی الکتریکی و گرمایی پایین تبدیل کرده‌است. در دماهای بالاتر، لرزش‌های شبکه بیشتر آثار مغناطیسی را خنثی می‌کنند و منگنز ساختارهای پیچیده کمتری را می‌پذیرد.

آهن، کبالت، نیکل، گادولینیم، تربیم، دیسپروزیم، هولمیم، اربیوم، تولیم
- تنها عنصرهایی که با شدت زیاد جذب آهنربا می‌شوند عبارتند از: آهن، کبالت و نیکل در دمای اتاق؛ گادولینیم پایین‌تر از نقطۀ کوری؛ تربیم (دمای پایین‌تر از ۵۴−)، دیسپروزیم (دمای پایین‌تر از ۱۸۵−)، هولمیم (دمای پایین‌تر از ۲۵۴−)، اربیوم (دمای پایین‌تر از ۲۵۴−) و تولیم (دمای پایین‌تر از ۲۴۱−).

ایریدیم
- ایریدیم تنها عنصری است که با کاتیون +[IrO4] خود به عدد اکسایش ۹+ می‌رسد. به غیر از این، بیشترین عدد اکسایش شناخته شده یعنی ۸+ در عنصرهای روتنیم، زنون، اسمیم، ایریدیم و هاسیم یافت شده است.

طلا
- شکل‌پذیری طلا فوق‌العاده است؛ به گونه‌ای که می‌توان یک مشت طلا را با استفاده از چکش به یک میلیون کاغذ (ورقه) ۱۰ نانومتری تبدیل کرد. یعنی ۱۶۰۰ بار از فویل آلومینیومی معمولی آشپزخانه (۰٫۰۱۶ میلی‌متر ضخامت) نازک‌تر است.

جیوه
1. چگالی جیوه ۱۳٫۵ برابر چگالی آب است؛ این یعنی آجر و توپ بولینگ روی سطح جیوه شناور می‌مانند. به همین ترتیب، اگر بتوانیم یک توپ بولینگ ساخته شده از جیوۀ جامد را - که جرم آن به نزدیکی ۲۲٫۷ کیلوگرم می‌رسد - به‌اندازۀ کافی سرد کنیم، روی سطح طلای مایع شناور می‌شود.[نیازمند منبع]
2. جیوه تنها فلزی است که انرژی یونش آن بالاتر از برخی از نافلزها (گوگرد و سلنیم) است.[نیازمند منبع]
3. سمّی‌بودن جیوه و ترکیب‌های آن آشکار است به‌گونه‌ای که دی‌متیل جیوه (‎(CH۳)۲Hg‎) (به اختصار DMM) که مایعی بی‌رنگ و فرّار است، در مقیاس ۱ تا ۱۰ با عدد ۱۵ توصیف شده‌است. این، به اندازه‌ای خطرناک است که دانشمندان تلاش می‌کنند تا در هر کجا که ممکن باشد از ترکیب‌های جیوه با سمّیت کمتر استفاده کنند. در سال ۱۹۹۷، کارن وترهاهن، استاد شیمی و متخصص مواجهه با فلزهای سمّی، ۱۰ ماه پس از نشستن چند قطره DMM روی دستکش‌های لاتکس «محافظ»، در اثر مسموم شدن با جیوه، درگذشت. اگرچه وترهاهن از روش‌های منتشر شده برای مدیریت این ترکیب بهره می‌برد امّا این ترکیب طی چند ثانیه از دستکش و پوست او عبور کرد. اکنون مشخص شده است که DMM نفوذپذیری شگفت‌آوری نسبت به دستکش‌های معمولی، پوست و بافت‌ها دارد و سمّی‌بودن آن به اندازه‌ای است که حتی نشستن کمتر از ۰٫۱ میلی‌لیتر از آن روی پوست به‌طور جدی سمی خواهد بود.[۱۴۴]

سرب
- عبارت «پایین رفتن مانند بادکنک سربی» در دیدگاه رایج «سرب یک فلز چگال و سنگین است که تقریباً به اندازه جیوه چگالی دارد» لنگر انداخته است. با این وجود، می‌توان با پر کردن یک بادکنک ساخته شده از فویل سربی با مخلوط هلیم و هوا، چیزی ساخت که به اندازه کافی شناور و قابل انعطاف است تا بتواند بار کمی را تحمل کند.

بیسموت
- بیسموت طولانی‌ترین نیمه‌عمر را میان عنصرهای طبیعی دارد. در سال ۲۰۰۳ مشخص شد که تنها ایزوتوپ اولیه(primordial؟) آن، یعنی بیسموت ۲۰۹، اندکی رادیواکتیو است و از راه واپاشی آلفا با نیمه‌عمری بیش از یک میلیارد برابر سن تقریبی جهان، درحال فروپاشی است. پیش از این کشف، تصور می‌شد که بیسموت ۲۰۹ سنگین‌ترین ایزوتوپ طبیعی پایدار است. این برتری اکنون از آن سرب ۲۰۸ است.

اورانیوم
- اورانیوم تنها عنصری است که یک ایزوتوپ طبیعی با توان شکافت هسته‌ای دارد. توانایی شکافت هسته‌ای اورانیوم ۲۳۵، نخستین بار در سال ۱۹۳۴ پیشنهاد شد (و نادیده گرفته شد) و متعاقباً در سال ۱۹۳۸ کشف شد.

پلوتونیم
- این دیدگاه که «با گرم شدن فلزها رسانایی الکتریکی آن‌ها کاهش می‌یابد» یک دیدگاه رایج است، درحالی که رسانایی الکتریکی پلوتونیم در بازۀ دمایی حدودی ۱۷۵– تا ۱۲۵+ درجۀ سانتی‌گراد افزایش می‌یابد.

### شبه فلزها
بور
- بور تنها عنصر با ساختار ناسازگارانه ای است که در فرم بلورین ترمودینامیکی پایدار آن است.

بور، آنتیموان
- این عناصر دارای مدارک ثبت‌شده در زمینه شیمی ابراسیدها هستند برای هفت دهه، فلوئوروسولفوریک اسید HSO3F وتری‌فلوئورومتان‌سولفونیک اسید قوی‌ترین اسید شناخته‌شده هستند که می‌توانند به عنوان یک ترکیب تکی از هم جدا شوند هر دوی آن‌ها نسبت به سولفوریک اسید خالص هزار بار بیشتر اسیدی هستند که در سال ۲۰۰۴ , یک ترکیب بورون این رکورد را به میزان هزار برابر با سنتز اسیدی شکست و اسید این ماده به عنوان قوی‌ترین اسید شناخته می‌شود که مخلوطی از ۱۰ میلیارد بار قوی‌تر از اسید کربن است همچنین اینفلوئوروسولفوریکاسید H2F است که مخلوطی از پنتافلوئورید آنیموان وهیدروفلوئوریک اسید است.

سیلیسیم
- رسانایی گرمایی سیلیسیم از بیشتر فلزها بهتر است. یک شکل متخلخل مثل سیلیکون (p - Si) معمولاً با حک الکتروشیمیایی سیلیکون در محلول هیدروفلوئوریک اسیدآماده می‌شود و دانه‌های سیلیکون گاهی قرمز به نظر می‌رسد؛ دارای شکاف نواری از ۱٫۹۷–۲٫۱ eV است. بسیاری از منافذ ریز در سیلیکون متخلخل به آن یک ناحیه سطح داخلی بسیار بزرگ می‌دهند که تا ۱۰۰۰ متر مکعب بر سانتی‌متر مکعب است هنگامی که در معرض یک عامل اکسیدکننده قرار می‌گیرد، غلظت سطح بالا نسبت به نسبت حجم p - Si، یک سوختگی بسیار کارآمد را ایجاد می‌کند، همراه با انفجارات نانو، و گاهی توسط پلاسماهای با قطر ۰٫۱–۰٫۸ m، سرعت بالا تا ۰٫۵ متر بر ثانیه و یک عمر تا ۱ ثانیه. اولین آنالیز ever یک رویداد صاعقه مانند (در سال ۲۰۱۲) حضور سیلیسیم، آهن و کلسیم را آشکار کرد که این عناصر نیز در خاک وجود دارند.

آرسنیک
- گفته می‌شود فلزها قابل اشتعال هستند، و در نتیجه در برخی از مواد شیمیایی قدیمی، سردرگمی وجود دارد که آیا آرسنیک یک فلز واقعی است یا یک فلز غیر فلزی یا چیزی بین آن. این فرایند به جای ذوب در فشار اتمسفری استاندارد، مانند کربن غیرمولتیک و فسفر قرمز، جایگزین می‌شود.

آنتیموان
- یک انفجار با انرژی بالا از آنتیموان ابتدا در سال ۱۸۵۸ به دست آمد. این توسط الکترولیز هر یک از SbCl 3، SbBr 3، SbI 3 در یک محلول هیدروکلریک اسید در دمای پایین تهیه می‌شود و هنگامی که خراشیده، زده، پودر شده یا گرم به سرعت به ۲۰۰ °C، آن را «انفجار، جرقه را منتشر می‌کند و انفجاری تبدیل به آنتیموان ثانویه خاکستری بلورین» می‌شود.

### نافلزها
هیدروژن
1. آب (‎H۲O‎)، اکسیدی شناخته‌شده از هیدروژن و یک ناهنجاری دیدنی و جذاب است.[۱۵۱] در بررسی و مقایسه آب با کالکوژنیدهای سنگین‌تر هیدروژن، یعنی سولفید هیدروژن (‎H۲S‎)، هیدروژن سلنید (‎H۲Se‎) و هیدروژن تلوراید (‎H۲Te‎)، آب باید «گازی بدبو، سمی و قابل اشتعال باشد که در دمای ۱۰۰– درجۀ سانتی‌گراد به یک مایع تند و زننده تبدیل می‌شود» اما به دلیل وجود پیوند هیدروژنی، آب ترکیبی «پایدار، قابل آشامیدن، بدون‌بو ، بی‌خطر و مایه‌ای برای زندگی» است.[۱۵۲]
2. تری‌اکسید (‎H۲O۳‎) یکی از اکسیدهای کمترشناخته‌شده هیدروژن است. برتلوت در سال ۱۸۸۰ وجود این اکسید را پیشنهاد کرد اما پیشنهاد او خیلی زود فراموش شد زیرا هیچ راهی برای آزمایش آن با استفاده از فناوری آن زمان وجود نداشت.[۱۵۳] در سال ۱۹۹۴ با جایگزین‌کردن اوزون به‌جای اکسیژن مورد استفاده در فرایند صنعتی ساخت هیدروژن پراکسید، هیدروژن تری‌اکسید ساخته‌شد. این ماده در دمای ۷۸– درجه سانتی‌گراد عملکردی حدود ۴۰ درصد دارد و در دمای بالاتر از ۴۰– درجه سانتی‌گراد به آب و اکسیژن تجزیه می‌شود.[۱۵۴] مشتقاتی از هیدروژن تری‌اکسید مانند بیس (تری فلوئورومتیل) تری‌اکسید (‎F3C–O–O–O–CF3‎) شناخته شده‌اند. این مشتقات در دمای اتاق شبه‌پایدار هستند.[۱۵۵] مندلیف در سال ۱۸۹۵ با پیشنهاد «وجود هیدروژن تتروکسید (‎HO–O–O–OH‎) به عنوان یک واسطه گذرا در تجزیه هیدروژن پراکسید» یک گام فراتر رفت.[۱۵۳] این ماده در سال ۱۹۷۴ با استفاده از یک روش جداسازی ماتریس تهیه و مشخص شد.[نیازمند منبع] درحالی که هیدروژن اوزونید (‎HO۳‎) ناشناخته است، نمک‌های اوزونید فلزهای قلیایی (با فرمول عمومی ‎MO۳‎) شناخته شده‌اند.[۱۵۵]

هلیوم
- هلیم-۳ و هلیم-۴ به ترتیب در دمای زیر ۰٫۳ و ۰٫۸ درجۀ کلوین، دارای آنتالپی همجوشی منفی هستند. این یعنی، در فشارهای ثابت و مناسب، با افزایش گرما یخ می‌زنند. تا سال ۱۹۹۹ تصور می‌شد که هلیم برای تشکیل یک کلاترات قفسی — ترکیبی که در آن اتم یا مولکول مهمان در قفسی که توسط مولکول میزبان تشکیل‌شده است به‌دام می‌افتد — در فشار جو، بسیار کوچک است. در آن سال با سنتز چند میکروگرم از ‎He@C20H20‎، نخستین کلاترات قفسی هلیم و آنچه که آن را کوچک‌ترین بالن هلیم در جهان نامیدند، تولید شد.

کربن
1. گرافیت رساناترین نافلز است و از برخی فلزها رسانایی الکتریکی بهتری دارد.[نیازمند منبع]
2. الماس بهترین رسانای طبیعی گرما است که حتی در اثر لمس‌کردن سرد می‌شود. رسانایی گرمایی آن (۲۲۰۰ وات بر کلوین متر ) پنج برابر بیشتر از رساننده‌ترین فلز یعنی نقره (‎۴۲۹ W/m.K‎) و ۳۰۰ برابر بیشتر از کم‌رساناترین فلز یعنی پلوتونیم (‎۶٫۷۴ W/m.K‎) و تقریباً ۴۰۰۰ برابر آب (‎۰٫۵۶ W/m.K‎) و ۱۰۰۰۰۰ برابر هوا (‎۰٫۰۲۲ W/m.K‎) است. این رسانایی گرمایی بالا توسط جواهرسازان و گوهرشناسان برای جداسازی الماس از بدل استفاده می‌شود.[نیازمند منبع]
3. گرافن هواژل که در سال ۲۰۱۲ با خشک‌کردن انجمادی محلولی از نانولوله‌های کربنی و ورقه‌های اکسید گرافیت همراه با از بین بردن شیمیایی اکسیژن تولید شد، هفت برابر سبک‌تر از هوا و ده درصد سبک‌تر از هلیم است. این سبک‌ترین جامد شناخته‌شد‌ۀ (۰٫۱۶ میلی‌گرم بر سانتی‌متر مکعب) رسانا و کشسان (الاستیک) است.[۱۵۷]

فسفر
- ناپایدارترین و واکنش‌پذیرترین دگرشکل فسفر، فسفر سفید است. این مادۀ خطرناک، بسیار قابل اشتعال و سمی است و  خود به خود در هوا شعله‌ور می‌شود و پس‌ماندهای اسید فسفریک تولید می‌کند. بنابراین معمولاً زیر آب نگهداری می‌شود. همچنین فسفر سفید رایج‌ترین و مهم‌ترین دگرشکل صنعتی فسفر است که به‌آسانی قابل تولید مجدد است. برای همین حالت استاندارد عنصر فسفر محسوب می‌شود. پایدارترین دگرشکل فسفر، فسفر سیاه است که ظاهری فلزی دارد و شکننده و نسبتاً واکنش‌ناپذیر است (بر خلاف دگرشکل سفید که ظاهری سفید یا زرد دارد، انعطاف‌پذیر، بسیار واکنش‌پذیر و نیمه‌رسانا است). در هنگام ارزیابی تناوب در ویژگی‌های فیزیکی عنصرها، باید توجه کرد که ویژگی‌های گفته‌شده دربارۀ فسفر بیشتر از آنکه مانند دیگر عنصرها دربارۀ پایدارترین شکل باشد، دربارۀ ناپایدارترین دگرشکل آن هستند.

ید
- ید، ملایم‌ترین هالوژن است. ید مادۀ موثر تنتور ید (مادۀ ضد عفونی‌کننده) است. این را می‌توان در کابینت پزشکی خانگی و یا جعبه بقا اضطراری یافت. تنتور ید به سرعت طلا را حل می‌کند، وظیفه‌ای که معمولاً نیاز به استفاده از تیزاب سلطانی (مخلوط بسیار خورنده اسید نیتریک و اسید هیدروکلریک) دارد.

## یادداشت
1. ↑  برای نمونه:
  - برینکلی[۲] می‌نویسد که بور دارای ویژگی‌های نافلزی ضعیف است.
  - گلینکا[۳] سیلیسیم را یک نافلز ضعیف توصیف می‌کند.
  - ابی و همکارانش[۴] در مورد رفتار شیمیایی ضعیف عنصرهای نزدیک به مرز فلز و نافلز بحث می‌کنند.
  - بوث و بلوم[۵] می گویند: «یک دوره، نشان‌دهندۀ یک تغییر گام‌به‌گام از عنصرهای با ویژگی فلزی بالا به عنصرهای با ویژگی فلزی ضعیف و عنصرهای ضعیف نافلزی به عنصرهای با ویژگی فلزی بالا است و سپس، در پایان، تقریبا تمام خواص شیمیایی ناگهان توقف ...».
  - یادداشت‌های کاکس:[۶] «عنصرهای نافلزی نزدیک به مرز فلزی (سیلیسیم، ژرمانیم، آرسنیک، آنتیموان، سلنیم، تلوریم) تمایل کمتری به رفتار آنیونی دارند و گاهی اوقات آن‌ها را شبه‌فلز می‌نامند."
2. ↑  برای نمونه هوهر و کیتر اند کیتر[۷] را ببینید که ژرمانیم و آنتیموان را به عنوان فلزهای پس‌گذار طبقه‌بندی می‌کنند.
3. ↑  پایدارترین شکل ترمودینامیکی عنصرها در فشار و درجه حرارت استاندارد (STP)، مگر اینکه موارد دیگری ذکر شده‌باشند.
4. ↑  گزارش شده‌است که کوپرنیسیم تنها فلزی است که در دمای اتاق حالت گازی دارد.[۲۰]
5. ↑  اینکه پولونیوم شکل‌پذیر است یا شکننده؛ مشخص نیست. بر اساس ثابت‌های الاستیک محاسبه‌شده پولونیوم قابل انعطاف است.[۲۵] این عنصر ساختار بلوری مکعبی ساده دارد. این ساختار، دارای سامانه لغزشی کمی است و منجر به شکل‌پذیری بسیار کم و پایداری پایین این عنصر در برابر شکستگی می‌شود.[۲۶]
6. ↑  کربن به‌صورت گرافیت پوسته‌‌شده (گسترش‌یافته)[۲۸] و سیم‌نانولوله کربنی بلند[۲۹] فسفر به‌صورت فسفر سفید (موم‌مانند و نرم و انعطاف‌پذیر است و می‌توان آن را در دمای اتاق با چاقو برید)؛[۳۰] گوگرد به صورت گوگرد پلاستیکی[۳۱] و سلنیوم به‌صورت سیم سلنیومی.[۳۲]
7. ↑  برای شکل‌های پلی‌کریستال عنصرها، مگر اینکه موارد دیگری ذکر شده باشد. تعیین نسبت پواسون به‌گونه‌ای دقیق یک پیشنهاد دشوار است و ابهام قابل‌توجهی در برخی مقادیر گزارش‌شده وجود دارد.[۳۳]
8. ↑  بریلیم در بین عنصرهای فلزی کمترین مقدار (۰٫۰۴۷۶) شناخته شده را دارد؛ ایندیم و تالیم دارای بیشترین مقدار (۰٫۴۶) هستند.[۳۴]
9. ↑  برم ۰٫۱۳؛[۳۵] سیلیسیم ۰٫۲۲؛[۳۶] ژرمانیوم ۰٫۲۷۸؛[۳۷] آرسنیک آمورف ۰٫۲۷؛[۳۸] آنتیموان ۰٫۲۵؛[۳۹] تلوریوم ~۰٫۲.[۴۰]
10. ↑  کربن (گرافیت) ۰٫۲۵؛[۴۱] کربن (الماس) ۰٫۰۷۱۸؛[۴۲] فسفر سیاه ۰٫۳۰؛[۴۳] گوگرد ۰٫۲۸۷؛[۴۴] سلنیم آمورف ۰٫۳۲؛[۴۵] ید آمورف ~۰.[۴۶]
11. ↑  در فشار اتمسفر و برای عنصرهایی که ساختارشان شناخته شده است.
12. ↑  معیار گلدهمر-هرتسفلد، نسبتی است که نیروی الکترون‌های ظرفیت یک اتم را در جای خود با نیروهای اعمال‌شده بر همان الکترون‌ها که ناشی از برهم کنش اتم‌های یک عنصر جامد یا مایع هستند، مقایسه می‌کند. هنگامی که نیروهای بین‌اتمی بزرگتر یا برابر با نیروی درون‌اتمی باشند، حرکت الکترونی الکترون ظرفیت نشان داده می شود، رفتار فلزی پیش‌بینی می‌شود.[۵۸] در غیر این صورت رفتار نافلزی پیش‌بینی می‌شود. معیار گلدهمر-هرتسفلد بر اساس استدلال‌های کلاسیک است.[۵۹] ا این حال، این روش یک توجیه عقلانی مرتبه اول نسبتاً ساده‌ای برای وقوع کاراکتر فلزی در میان عنصرها ارائه می‌دهد.[۶۰]
13. ↑  مقادیر رسانایی الکتریکی فلزها از ۱۰۳ × ۶٫۹ زیمنس بر سانتی‌متر (S/cm) برای منگنز آغاز می‌شود و در ۱۰۵ × ۶٫۳ زیمنس بر سانتی‌متر (S/cm) برای نقره پایان می‌یابد.[۶۳]
14. ↑  مقادیر رسانایی الکتریکی شبه‌فلزها از ‎۱٫۵ × ۱۰−۶‎ زیمنس بر سانتی‌متر برای بور آغاز می‌شود و در ‎۳٫۹ × ۱۰۴‎ زیمنس بر سانتی‌متر برای آرسنیک پایان می‌یابد.[۶۵] اگر سلنیم یک شبه‌فلز در نظر گرفته شود، محدودۀ رسانایی الکتریکی قابل اجرا تقریباً از ‎۱۰−۹‎ آغاز می‌شود و تا ‎۱۰−۱۲‎ زیمنس بر سانتی‌متر ادامه می‌یابد.[۶۶][۶۷][۶۸]
15. ↑  مقادیر رسانایی الکتریکی نافلزها تقریباً از ‎۱۰−۱۸‎ برای گازهای بنیادی آغاز می‌شود و در ‎۳ × ۱۰۴‎ زیمنس بر سانتی‌متر برای گرافیت پایان می‌یابد.[۶۹]
16. ↑  با این حال مت و دیویس[۷۱] یادآوری می‌کنند که «یوروپیم مایع دارای ضریب مقاومت دمایی منفی است» یعنی با افزایش دما رسانایی آن افزایش می‌یابد.
17. ↑  در دمای اتاق یا نزدیک آن.
18. ↑  چد[۹۴] مقادیر الکترونگاتیوی شبه‌فلزها را از ۱٫۸ تا ۲٫۲ تعریف می‌کند (مقیاس Allred-Rochow). او بور، سیلیسیم، ژرمانیم، آرسنیک، آنتیموان، تلوریم، پولونیوم و آستاتین در این گروه قرار داده‌بود. در بررسی کارهای چد، ادلر[۹۵] این انتخاب را خودسرانه توصیف کرد، زیرا عنصرهای دیگری نیز هستند که الکترونگاتیوی آن‌ها در این محدوده است از جمله مس، نقره، فسفر، جیوه و بیسموت. او در ادامه پیشنهاد كرد كه شبه‌فلزها به سادگی به عنوان «نیمه‌رسانا یا نیمه‌فلز» تعریف شوند و در کتاب «عنصرهای جالب بیسموت و سلنیم» را نیز شامل شوند.
19. ↑  فسفر در ساخت فیلم‌های نازک (thin films) به عنوان یک کاربید شناخته می‌شود.
20. ↑  برای نمونه سولفات‌های فلزهای واسطه،[۱۰۴] لانتانیدها[۱۰۵] و اکتینیدها را ببینید.[۱۰۶]
21. ↑  سولفات‌های اسمیم با درجه اطمینان بالایی مشخص نشده اند.[۱۰۷]
22. ↑  شبه‌فلزهای رایج: گزارش شده‌است که بور قادر به تشکیل یک اکسی‌سولفات ‎(BO)۲SO۴‎[۱۰۸] و یک بی‌سولفات ‎B(HSO۴)3‎[۱۰۹] و یک سولفات ‎B۲(SO۴)۳‎ است.[۱۱۰] وجود سولفات مورد مناقشه است.[۱۱۱] با توجه به وجود سیلیسیم فسفات ، یک سیلیسم سولفات نیز ممکن است وجود داشته باشد.[۱۱۲] ژرمانیم یک سولفات ناپایدار ‎Ge(SO۴)۲‎ تشکیل می‌دهد. (d ۲۰۰ °C).[۱۱۳] آرسنیک سولفات‌های اکسید ‎As۲O(SO۴)۲ (=As۲O۳.۲SO۳)‎[۱۱۴] و ‎As۲(SO۴)۳ (= As۲O۳.۳SO۳)‎ را تشکیل می‌دهد.[۱۱۵] آنتیموان یک سولفات ‎Sb۲(SO۴)۳‎ و یک اکسی‌سولفات ‎(SbO)۲SO۴‎ تشکیل می‌دهد.[۱۱۶] تلوریم یک سولفات اکسید ‎Te۲O۳(SO)۴‎ تشکیل می‌دهد.[۱۱۷]
شبه‌فلزهای کمتر شناخته‌شده: پلونیم یک سولفات ‎Po(SO۴)۲‎ تشکیل می‌دهد.[۱۱۸] اشاره شده‌است که کاتیون استاتین در محلول‌های اسیدی با یون‌های سولفات یک مجموعه ضعیف تشکیل می‌دهد.[۱۱۹]
23. ↑  هیدروژن، هیدروژن سولفات ‎(H۲SO۴)‎ را تشکیل می دهد. کربن، گرافیت هیدروژن سولفات ‎(C+
۲۴HSO–
۴ • (۴H۲SO۴))۲‎ (آبی‌رنگ) تشکیل می‌دهد.[۱۲۰] نیتروژن، نیتروسیل هیدروژن سولفات ‎(NO)HSO۴‎ و سولفات هیدروژن نیترونیم (یا نیتریل) ‎(NO۲)HSO۴‎ تشکیل می‌دهد.[۱۲۱] نشانه‌هایی از یک سولفات بازی برای سلنیم ‎(SeO۲ • SO۳‎ یا ‎SeO(SO۴))‎ وجود دارند.[۱۲۲] ید یک سولفات زرد پلیمری ‎((IO)۲SO۴)‎ تشکیل می‌دهد.[۱۲۳]
24. ↑  انواع شبکه‌های لایه‌ای اغلب برگشت‌پذیر هستند.
25. ↑  بر اساس جدولی از ترکیب عنصرهای زیست‌کره و سنگ‌کره (پوسته، جو و آب دریا) در جورگیفسکی،[۱۳۱] و توده‌های پوسته و آب‌کره در لید و فردریک ارائه می‌شود.[۱۳۲] جرم زیست‌کره ناچیز است (نسبت به دیگر اجزای کرۀ زمین)، جرمی در حدود یک میلیاردیم (۰٫۰۰۰۰۰۰۰۰۱) جرم سنگ‌کره دارد.[نیازمند منبع] اقیانوس‌ها حدود ۹۸ درصد آب‌کره را تشکیل می‌دهند، بنابراین، برای همۀ اهداف عملی، ترکیب متوسط آب‌کره، آب دریا است.[۱۳۳]
26. ↑  گاز هیدروژن توسط برخی از باکتری‌ها و جلبک‌ها تولید می‌شود و جزئی طبیعی از گاز شکم است. این گاز را در جو زمین با غلظت ۱ قسمت در میلیون حجم پیدا کرد.
27. ↑  فلوئور را می‌توان به‌شکل عنصر (به‌شکل تک اتم‌ها) یافت، هنگامی که در مادۀ معدنی آنتوزونیت مسدود شده باشد.[۱۳۵]
28. ↑   در سال ۱۹۳۴، گروهی به رهبری انریکو فرمی اظهار داشت که ممکن است عنصرهای ترانورانیک در نتیجه بمباران اورانیوم با نوترون‌ها تولید شده باشند، یافته‌ای که برای چند سال به طور گسترده‌ای پذیرفته شد. در همان سال آیدا نودک، دانشمند آلمانی که بعدها سه بار نامزد جایزه نوبل شد، با انتقاد از این فرض، نوشت: می توان تصور کرد که هسته به چندین قطعه بزرگ تبدیل شود که البته ایزوتوپ‌هایی از عنصرهای شناخته‌شده خواهند بود اما همسایه عنصر تابش‌شده نخواهند بود.[۱۴۷][با تأکید بر این موضوع که] نوداک، درک آن زمان را بدون ارائه اثبات تجربی و یا مبانی نظری به چالش کشید، اما با این وجود، چیزی را پیش‌بینی کرد که چند سال بعد به عنوان شکافت هسته‌ای شناخته شد. مقاله وی به‌طور كلی نادیده گرفته‌شد، زیرا در سال ۱۹۲۵، او و دو همكار خود ادعا كردند كه عنصر ۴۳ را كشف كرده‌اند، سپس پیشنهاد كردند كه ماسوریوم نامیده شود (بعداً در سال ۱۹۳۶ توسط Perrier و Segrè كشف شد و تکنسیم نامیده‌شد). اگر مقاله آیدا نودک پذیرفته می‌شد، احتمالاً آلمان دارای بمب اتمی بود و تاریخ جهان بسیار متفاوت بود.[۱۴۸]